# Dichapetalaceae
Dichapetalaceae Baill. è una famiglia di piante angiosperme dell'ordine Malpighiales.

## Tassonomia
La famiglia comprende i seguenti generi:
- Dichapetalum Thouars
- Stephanopodium Poepp.
- Tapura Aubl.